# Каарма, Энн
Энн Веллович Каарма (эст. Enn Kaarma, 9 января 1942, Таллин — 14 декабря 1983, Жуковский, Московская область) — советский военный лётчик, лётчик-испытатель 1-го класса (1980), майор авиации. Погиб при испытаниях авиационной техники.

## Биография

### Ранние годы
Энн Карма родился 9 января 1942 года в Таллине, там он окончил среднюю школу № 10. С 1958 по 1962 годы работал грузчиком на Таллинской канатной фабрике.
Школьником и после окончания средней школы занимался боксом в таллинском спортивном клубе «Калев». Тренировался под руководством Раймонда Тури. Выступал в среднем и полутяжёлом весах, одержал ряд побед на соревнованиях республиканского уровня. Получил звание мастер спорта СССР (1961).

### Военная служба и лётно-испытательная работа
В 1962 году Каарма был призван в Советскую армию. Там поступил и в 1966 году окончил Черниговское лётное училище и служил в нём лётчиком-инструктором. С 1971 года — в запасе.
В 1973 году окончил Школу лётчиков-испытателей (ШЛИ) и начал проводить лётные испытания в Лётно-исследовательском институте (ЛИИ). Одновременно работал лётчиком-инструктором в ШЛИ, а позднее — заместителем начальника ШЛИ (1976—1980).
В 1975 году окончил Московский авиационный институт (вечернее отделение).
С 1982 года — заместитель начальника Лётно-испытательного центра ЛИИ по лётной части — начальник комплекса А. Участвовал в испытаниях Су-24, МиГ-21БИС и других самолётов.

### Смерть
Погиб 14 декабря 1983 года в Жуковском при лётных испытаниях нового оборудования на самолёте МиГ-23 из-за сваливания самолёта при взлёте с аэродрома ЛИИ.
Похоронен на Быковском мемориальном кладбище в Жуковском.

## Награды и звания
- Орден Ленина[4] (1976)
- Лётчик-испытатель 1 класса[4] (1990)
- Мастер спорта СССР (1961)